# Прибытков, Андрей Николаевич
Андрей Николаевич Прибытков (13.4.1971) — командир разведывательного взвода разведывательной роты отдельного разведывательного батальона мотострелковой дивизии
Северо-Кавказского военного округа, старший лейтенант.

## Биография
Родился 13 апреля 1971 года в Ленинграде в семье рабочих. Русский. Окончил школу, а в 1988 году — Калининское суворовское военное училище.
В Вооруженных Силах СССР с 1988 года. В 1992 году окончил Ленинградское высшее общевойсковое командное училище имени С. М. Кирова. После окончания училища командовал разведывательным взводом разведывательной роты отдельного разведывательного батальона мотострелковой дивизии Северо-Кавказского военного округа.
В боевых действиях в период первой чеченской войны участвовал с 11 декабря 1994 года. При штурме Грозного в ночь на 8 января 1995 года с 12 разведчиками проник в тыл боевиков и внезапной атакой с тыла выбил их из укрепленного здания. Не ожидавшие атаки с тыла боевики понесли большие потери, только некоторым из них удалось спастись бегством. Разведчики заняли круговую оборону. С рассветом противник предпринял несколько попыток отбить здание, но все они были отражены. Когда при очередной атаке дудаевцам все-таки удалось прорваться в здание, старший лейтенант Прибытков укрыл бойцов в подвале, а сам по рации вызвал огонь артиллерии на себя. Затем, воспользовавшись замешательством врага, повел группу на прорыв и вышел в расположение своих войск. В этом беспримерном 8-часовом бою было уничтожено свыше 30 боевиков, взорван 1 БТР и уничтожен автоматический станковый гранатомет с расчетом. Потери разведчиков — 2 раненых.
Указом Президента Российской Федерации от 1 апреля 1995 года за мужество и героизм, проявленные при выполнении воинского долга старшему лейтенанту Прибыткову Андрею Николаевичу присвоено звание Героя Российской Федерации с вручением медали «Золотая Звезда».
После войны командовал ротой, был начальником штаба отдельного разведывательного батальона мотострелковой дивизии. В 2002 году окончил Общевойсковую Академию Вооруженных Сил РФ. В настоящее время А. Н. Прибытков продолжает службу в рядах Российской армии в должности военного и военно-воздушного атташе посольства Российской Федерации в Республике Молдова. Награждён орденом «За военные заслуги», медалями, в том числе медалями ордена «За заслуги перед Отечеством» 1-й и 2-й степеней (с изображением мечей), медалью «За отличие в воинской службе» 2-й степени.